# Нафтогазоносні надра
Нафтогазоно́сні на́дра (англ. oil-gas bearing resources; нім. erdöl- und erdgasführende Bodenschätze m pl) — розташована під поверхнею суші та дном водоймищ частина земної кори, що простягається до глибин, доступних для геологічного вивчення та освоєння, яка містить нафту, газ та супутні їм компоненти.
Ділянка нафтогазоносних надр – обмежена по площі і глибині частина земної кори, на яку у встановленому порядку надається спеціальний дозвіл на користування нафтогазоносними надрами.
Надання земельних ділянок у користування для потреб нафтогазової галузі здійснюється в порядку, встановленому земельним законодавством України. Ділянки, на які надаються спеціальні дозволи на користування нафтогазоносними надрами, повинні обмежуватися відповідною площею і глибиною. Повний або частковий збіг ділянок для однакових видів користування нафтогазоносними надрами (крім геологічного вивчення нафтогазоносних надр) не допускається. Для видобування та зберігання нафти і газу ділянки нафтогазоносних надр повинні повністю охоплювати виявлене родовище нафти чи газу або створене підземне сховище. Розміри ділянки нафтогазоносних надр, яка надається для видобування нафти і газу, повинні відповідати розміру родовища.
Розміри і межі ділянок, що надаються в користування, встановлюються спеціально уповноваженим центральним органом виконавчої влади в галузі геології та використання надр відповідно до законодавства.
Максимальна площа ділянок, які надаються для геологічного вивчення нафтогазоносних надр, не може перевищувати 500 квадратних кілометрів.
Якщо виявлене родовище або створене підземне сховище виходить за межі ділянки нафтогазоносних надр, наданої в користування з метою геологічного вивчення, за заявкою користувача нафтогазоносними надрами розмір цієї ділянки може бути збільшено для цієї ж мети без проведення конкурсу, якщо суміжна ділянка нафтогазоносних надр не надана в користування. 